# Kepler-64 (AB)b
Kepler-64 (AB)b, o PH1 (Planet Hunters 1), è un esopianeta che orbita attorno alla stella quadrupla Kepler-64, precedentemente nominata KIC 4862625. Si trova a circa 5 000 anni luce di distanza dal sistema solare. Si tratta di un pianeta circumbinario, cioè di un pianeta che orbita attorno a due stelle che compongono un sistema binario stretto e che insieme con un altro sistema binario, più distante, compone il sistema di Kepler-64.
Il pianeta è stato scoperto da due astronomi amatoriali, Kian Jek e Robert G. Gagliano, il 15 ottobre 2012, con l'assistenza di un gruppo di astronomi professionisti dell'Università di Yale e usufruendo dei dati del telescopio spaziale Kepler. Al momento della scoperta, PH1 è il primo pianeta trovato in un sistema quadruplo, il primo pianeta circumbinario in un sistema quadruplo e il primo scoperto con il metodo del transito in un sistema quadruplo.

## Scoperta

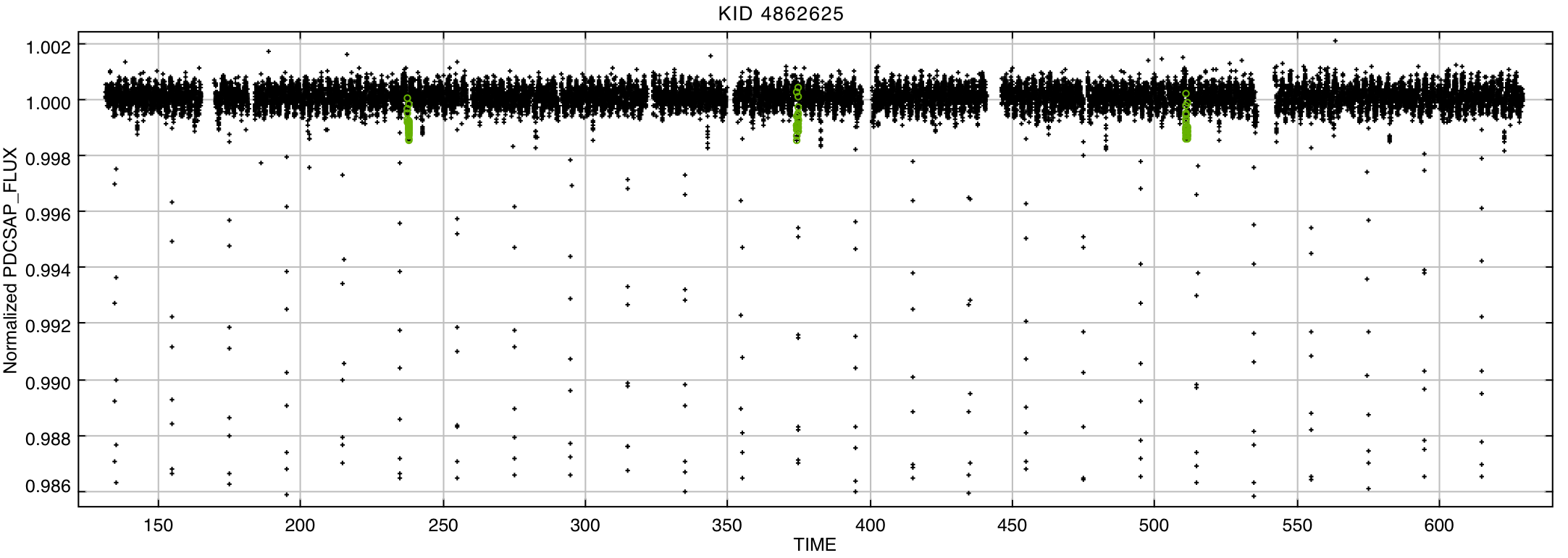
La curva di luce di Kepler-64, che mostra i primi tre transiti del pianeta

Nel maggio 2011, l'astronomo amatoriale Kian Jek osservò un anomalo calo di luminosità nella curva di luce della binaria a eclisse Kepler-64, suggerendo che si trattasse di un transito planetario, e inviò una segnalazione a PlanetHunters.org, un programma che ha come obiettivo la scoperta di esopianeti utilizzando volontari ai quali vengono messi a disposizione i dati ricavati da Kepler. Robert Gagliano aveva effettuato ricerche sistematiche dei dati di Kepler, e nel febbraio 2012 confermò i primi due transiti e ne trovò un terzo. A quel punto Planet Hunters arruolò dieci astronomi professionisti, che tramite osservazioni con il telescopio Keck delle Hawaii esclusero che i cali di luminosità dipendessero da altri fattori, confermando definitivamente la presenza del pianeta. Fu con queste ultime osservazioni che fu rivelata la seconda coppia di stelle.

## Sistema stellare
Il pianeta è delle dimensioni di Nettuno, con una massa da 20 a 55 volte quella della Terra, e orbita attorno a due delle quattro stelle del sistema, denominate Kepler-64 Aa e Kepler-64 Ab, o, come suggerito da F. V. Hessman e colleghi nel 2010 circa la nomenclatura corretta dei pianeti circumbinari, Kepler-64 A e Kepler-64 B. Il pianeta ha ricevuto la denominazione ufficiale della NASA di Kepler-64 b, mentre la denominazione PH1 deriva dall'essere il primo pianeta scoperto tramite il progetto Planet Hunters. Le due stelle attorno alle quali orbita il pianeta sono rispettivamente di classe spettrale F e M, hanno una massa di 1,5 e 0,41 volte quella del Sole e formano una binaria a eclisse con un periodo orbitale di 20 giorni, mentre il pianeta orbita attorno alla coppia in 138,3 giorni a una distanza media di 0,56 UA. Più distante, a circa 1000 UA, si trova un'altra coppia di stelle denominate Ba e Bb (o C e D), una nana gialla e una nana rossa di massa rispettivamente 0,99 e 0,51 masse solari, separate tra loro da circa 60 UA. L'età del sistema è stimata essere di circa due miliardi di anni.